# KMG
KMG er en forlystelsesfabrikant, der ligger i Neede i Holland.
KMG har konstrueret over 150 enheder, som er bl.a er følgende.
- Afterburner
- Discovery
- Freak Out
- Speed
- XXL
- Fun Factory
- Tango
- X-Factory
- Speed Buzz
- High Swing
- Experience
- Move It 32
- Move It 24
- Move It 18
- Para Jump
- Tropical Trip
- Swing It
- Inversion 12
- XLR8
- Sicko
- Mission Space
- Inversion 24
- Surf Ride
- Speed XXL
- X-Drive

## KMG forlystelser i Danmark
I Danmark er der 4 forlystelser fabrikeret af KMG.
- Extreme (Nordisk Tivolipark) 2003
- The Beast (Nordisk Tivolipark) 2017
- Super Nova (Bakken) 2020
- Græshoppen (Bakken) 2021

- Wikimedia Commons har flere filer relateret til KMG